# Museu Escolar de Marrazes
O Museu Escolar de Marrazes é um museu situado na freguesia de Marrazes, na cidade portuguesa de Leiria.

## Formação
O museu é o resultado de um trabalho pedagógico produzido por professores do primeiro ciclo do ensino básico de Marrazes durante o ano lectivo de 1992/1993, com o título "A Escola através dos tempos", que consistiu na recolha de materiais relativos ao universo escolar. O projecto foi liderado pelas professoras Fátima Salgueiros e Maria dos Santos. Os materiais reunidos foram expostos numa sala da escola de Marrazes em 1994.
Devido às dificuldades inerentes à obtenção de um espaço próprio para expor os materiais, a junta de freguesia local decidiu abraçar o projecto e a 16 de Maio de 1997 o museu abriu as suas portas num edifício social local.

## Acervo
Possui mobiliário, brinquedos, utensílios escolares e livros dos séculos XIX e XX. As décadas de trinta e quarenta do século XX são as melhores representadas na colecção.
O museu possui oito salas temáticas, que são as seguintes: geologia, artesanato e carpintaria, aula, mocidade portuguesa, brinquedo tradicional, livros anteriores a Castilho, final da monarquia, 1ª república e ditadura, e sala de exposições temporárias.